# ماكسيم بواسون
ماكسيم بواسون (بالفرنسية: Maxime Poisson)‏ هو لاعب كرة قدم فرنسي في مركز الوسط، ولد في 3 أكتوبر 1973 في لوجيمو في فرنسا. لعب مع راسينغ كولومب ونادي ديجون ونادي روديز ونادي لومان ونيم أولمبيك.

## وصلات خارجية
- ماكسيم بواسون على موقع قاعدة بيانات كرة القدم.إي يو (الإنجليزية)